# Chapelle Saint-Michel d'Apt
La chapelle Sainte-Michel est un édifice religieux datant du XIIIe siècle, situé à Apt, dans le Vaucluse.

## Histoire
Cette chapelle est classée au titre des monuments historiques depuis le 2 mars 1979.

## Construction
Elle est de style roman, sa nef comporte trois travées et son abside est polygonale. 